# Septsarges
Septsarges – miejscowość i gmina we Francji, w regionie Grand Est, w departamencie Moza.
Według danych na rok 1990 gminę zamieszkiwało 56 osób, a gęstość zaludnienia wynosiła 6 osób/km² (wśród 2335 gmin Lotaryngii Septsarges plasuje się na 989. miejscu pod względem liczby ludności, natomiast pod względem powierzchni na miejscu 645.).